# Skändla sörgård

Skändla sörgård är en bondgård, som ligger i Skändla by i Tuve på Hisingen i Göteborgs kommun. Gården är byggnadsminne enligt Kulturmiljölagen sedan 7 juni 2002. Adressen är Tuve kyrkväg.
Göteborgs stad köpte gården 1966 i syfte att bevara den. En upprustning gjordes 1975 och sedan dess är Tuve hembygds- och fornminnesförening hyresgäst. Skändla gård är en typisk Hisingsgård från det tidiga 1800-talet och ett av de bäst bevarade exemplen på ett gårdskomplex i Göteborgstrakten. Sedan 1991 ingår Skändla gård i Higabs bestånd av kulturfastigheter.

## Historik
Skändla by omnämnes redan på 1300-talet. Hemmanen Skändla Norgård, Mellangård och Sörgård blev med åren uppdelade på flera brukare. Byggnaderna låg ännu på 1700-talet traditionellt i en samlad by, som har klarat sig genom brand och två skiften. Här finns ett av de bäst bevarade exemplen på hur en gård kunde se ut i 1800-talets Göteborg. Skändla by började förmodligen växa fram under 1100-talet. Först var byn norsk, men gränsen justerades och byn blev under 1200-talet svensk. Berget bredvid utgjorde en del av den dåvarande riksgränsen.
Skändla by i Tuve socken är en för Göteborg unik bebyggelsesamling i ett alltjämt hävdat kulturlandskap rikt på fornlämningar, beläget vid storstadens yttre rand. Större delen av byn, bland annat de tre Sörgårdarna återuppbyggdes efter brand 1819, men först efter att en ny tomtindelning  upprättats 1821 med något glesare mellan husen. I samband med skiftet 1824 undgick Skändla by splittring genom att lantmätaren lyckades lägga skiftena så, att inga av de nyuppförda gårdarna behövde flyttas ut. När det 1826 var dags för enskifte ansågs byn vara för ung för att rivas. Byn växte och när det på 1860-talet var dags för laga skifte fanns det 16 gårdar i Skändla by. Den samlade bebyggelsen behölls i stora drag efter skiftet.
Av enskifteskartan från 1826 framgår att mangårdsbyggnaden, en typisk "framkammarstuga", och den parallella ladugårdsdelen är uppförda. Vid något senare tillfälle uppfördes vinkelbyggnaden och Skändla Sörgård fick sin karaktäristiska form av halvt kringbyggd gård. Under 1800-talets senare hälft tillkom ytterligare ekonomibyggnader såsom svinhuset och "källarvinden" - en förrådsbyggnad. Framkammaren byggdes 1874 till med en "lillekammare". År 1927 byggdes mangårdsbyggnadens södra del till med farstu och bostadsdel i full bredd och höjd.

## Beskrivning

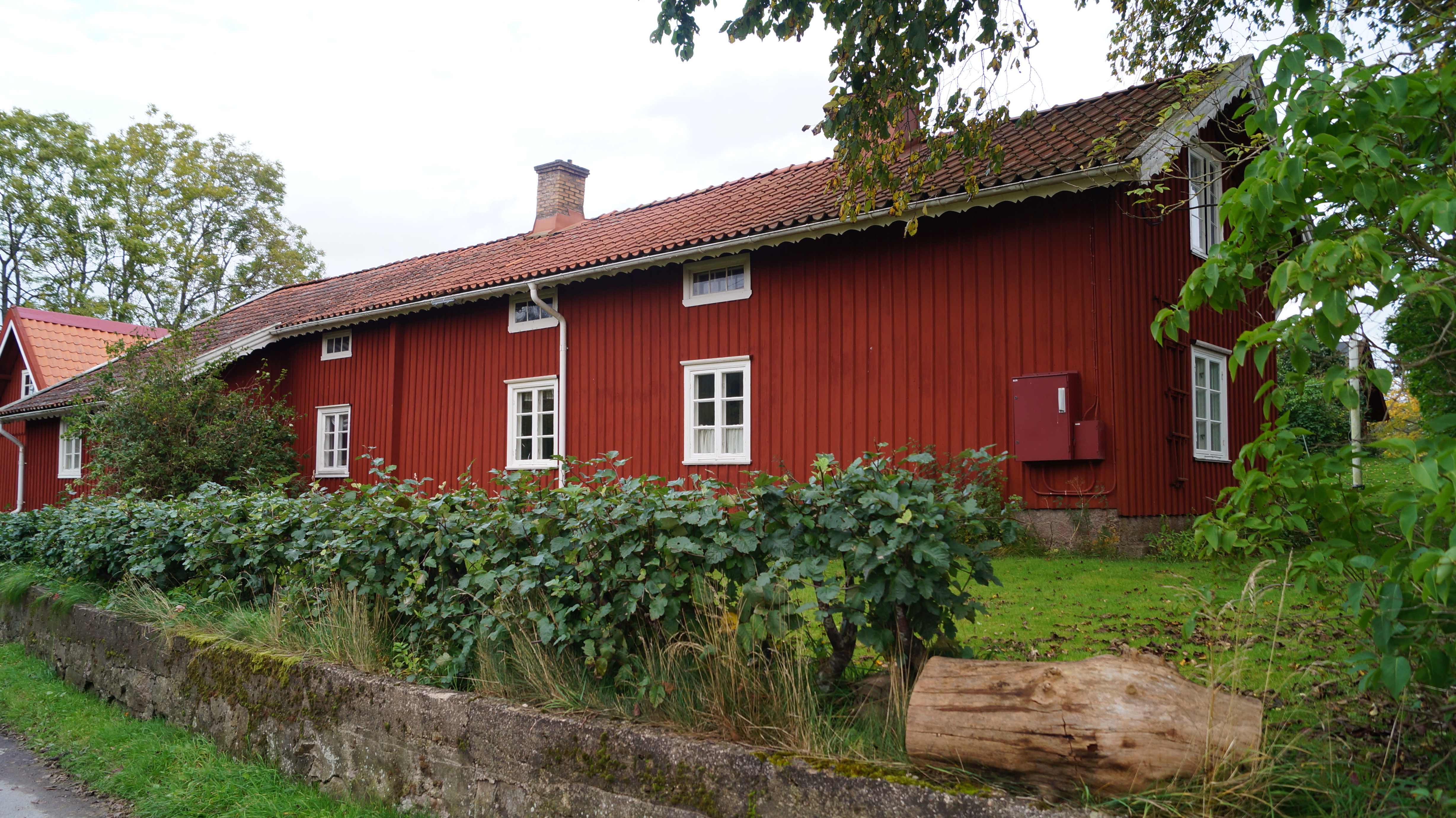
Skändla sörgård, Tuve i Göteborg.

Vid en vägkorsning intill bergets sydöstra sluttning ligger Skändla by. Skändlas bykärna består idag av två gårdar, som ligger på en låg kulle. Längs byns infartsväg är Skändla Sörgård 2:4 ett viktigt inslag i miljön. Skändla Sörgård är den mest bevarade gårdsanläggningen. Den består av en manbyggnad på enkel bredd och en vinkelbyggd ladugård som omger en smal och stenlagd gård Vid ladugårdens baksida i öster ligger ett tidigare svinhus och en stor inredd källarvind.
Bostadshuset uppfördes cirka 1821 i en våning med kök, framkammare och delvis inredd vind. Fasaderna är i faluröd träpanel med vita fönster. Taket är ett tegelklätt sadeltak med vitmålad taklist. År 1874 gjordes en tillbyggnad med en sidokammare på norra sidan av huset. Huset utökades ytterligare 1927 med förstuga och en kammare i söder. I samband med det tillkom också en glasveranda vid gårdsingången. Interiören med snickerier, kakelugnar och tidstypiska allmogemöbler från Göteborgstrakten är välbevarad. I köket finns den stora järnspisen och bakugnen kvar.
Den vinkelformade ladugården är uppförd samma år som bostadshuset. Ursprungligen hade den en länga, vilken utvidgades i vinkel under andra halvan av 1800-talet. I början av 1900-talet gjordes ett par tillbyggnader till ladugården, och ett svinhus samt källarvind tillkom. Ekonomibyggnaderna har faluröd träpanel och vita fönstersnickerier. Taken är i huvudsak täckta i tegel.
Till 1900-talets mitt förnyades byggnaderna på gårdarna och under senare år har några rivits. Nya villabyggnader har tillkommit, men delar av den ursprungliga bebyggelsen finns bevarad. Skändla gård är den mest välbevarade gårdsanläggningen. Den består av ett bostadshus och en vinkelbyggd ladugård, som omger en stenlagd gård.